# Erminio De Scalzi

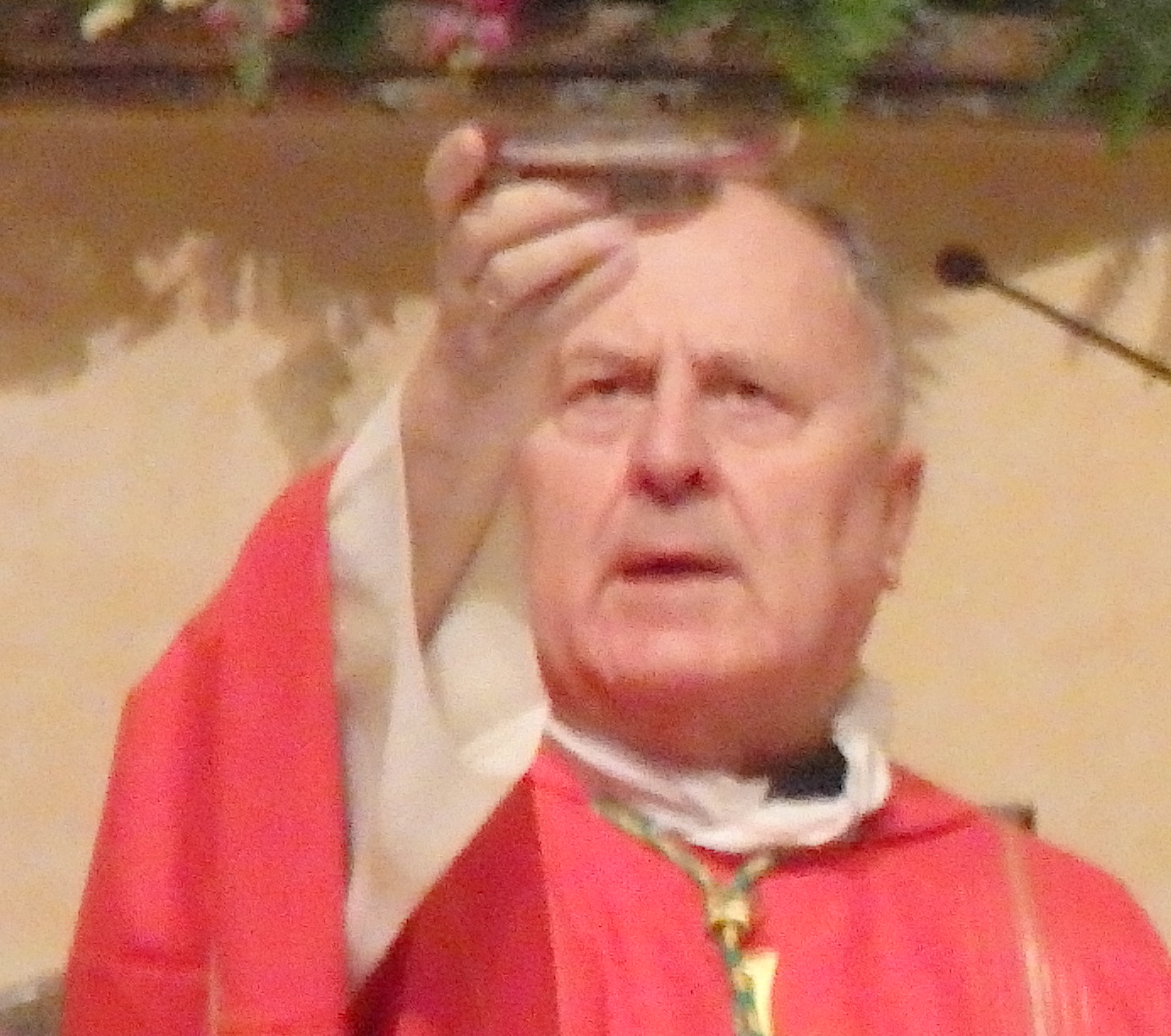
Erminio De Scalzi

Erminio De Scalzi (* 6. September 1940 in Saronno, Provinz Varese, Italien) ist ein italienischer römisch-katholischer Geistlicher und emeritierter Weihbischof in Mailand.

## Leben
Erminio De Scalzi empfing am 27. Juni 1964 das Sakrament der Priesterweihe.
Am 11. Mai 1999 ernannte ihn Papst Johannes Paul II. zum Titularbischof von Arbanum und bestellte ihn zum Weihbischof in Mailand. Der Erzbischof von Mailand, Carlo Maria Kardinal Martini SJ, spendete ihm am 19. Juni desselben Jahres die Bischofsweihe; Mitkonsekratoren waren der Bischof von Verona, Attilio Nicora, und der Weihbischof in Mailand, Giovanni Giudici.
Papst Franziskus nahm am 30. April 2020 seinen altersbedingten Rücktritt an.